# ヘルマン・ニッチュ

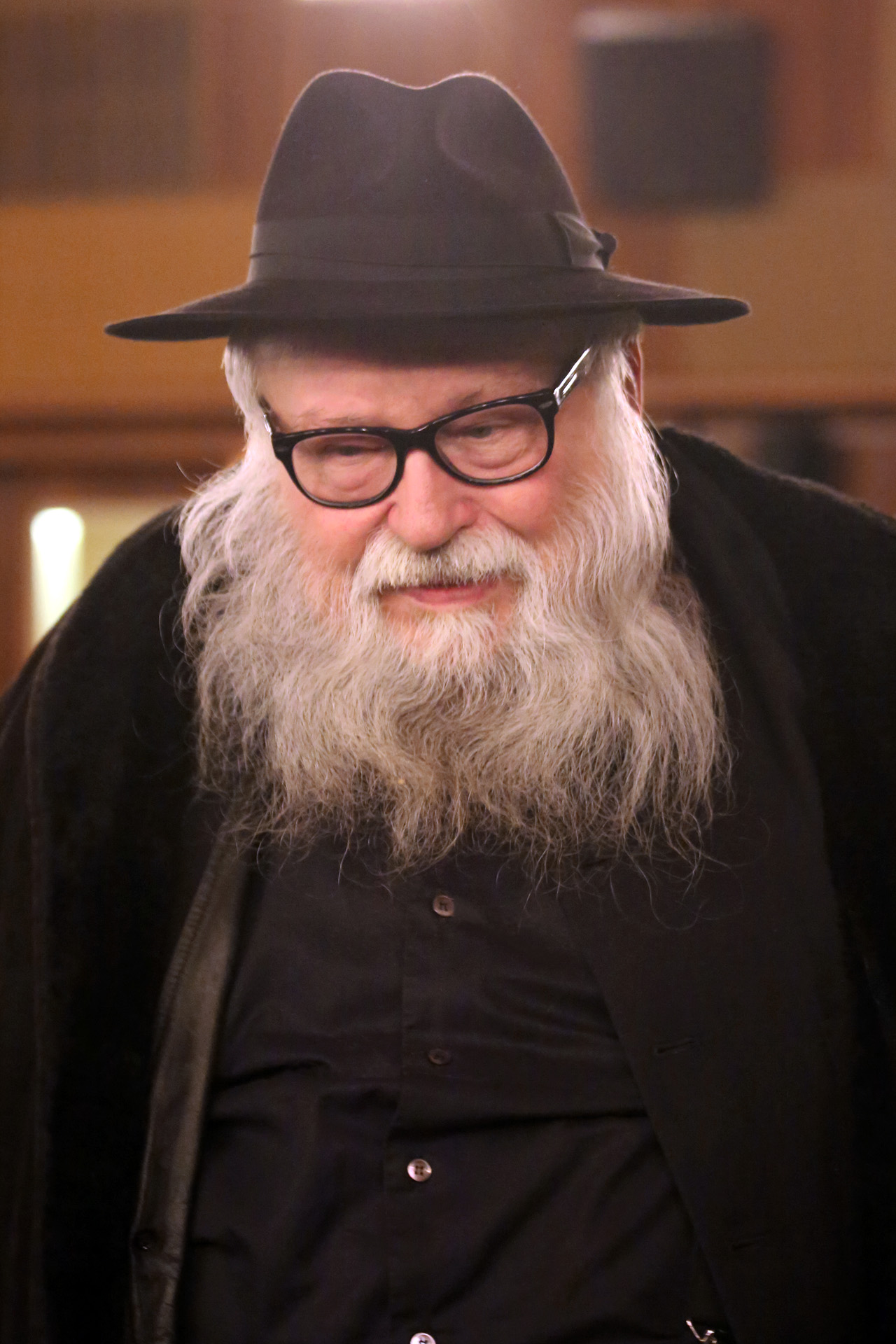
ヘルマン・ニッチュ

ヘルマン・ニッチュ（Hermann Nitsch「ニッチ」「ニッチェ」とも。1938年8月29日 - 2022年4月18日）は、オーストリアの実験的なマルチメディアアーティスト。パフォーマンスアーティストと呼称される一方で、画家、作家、作曲家としても多方面で活動している。

## 略歴
1938年、ウィーン生まれ。1950年代後半、「The Wiener Graphische Lehr-und Versuchanstalt」においてグラフィックアートの教育を受けた。当初はアクション・ペインティングへの傾倒を見せたが、1960年代、動物の臓物や死骸や血を用いた、過激なパフォーマンスアートを始める。過激な身体加虐、自傷、性器損傷を伴うパフォーマンスを展開したギュンター・ブルス、オットー・ミュール とあわせて「ウィーンの三羽烏」と呼ばれ、この3人にルドルフ・シュヴァルツコグラーを加えた4名をウィーン・アクショニストと呼ぶ。彼らウィーン・アクショニストは共同作業を多く手がけ、ニッチュはその一人として、伝統的な芸術ジャンル外での活動を目指したが、その過激さゆえに度々投獄され、裁判沙汰となっている。
ニッチュはパフォーマンス中に、明るい赤や栗色、青白い灰色などのペイントを叩き付けた抽象絵画を作成。この色彩は身体の切断を象徴し、絵画作品としては制御された暴力という主題を表している。

## OMシアター
1950年代の間に、ニッチュは「Orgies-Mysteries Theatre」（OMシアター。秘儀祭と神秘の劇場）の構想を練り、1962年、ウィーンにて最初の公演を行った（「アクション1」）。それは、子羊の皮を剥ぎ、手足を切断するというパフォーマンスであり、60年代初頭には、ニッチュは儀式的かつ実存的なアーティストとして注目された。白い布を貼った壁に磔にされた子羊は、内臓を摘出され、白いテーブルの下にさらされ、血と湯を浴びせかけられる。また、パフォーマンス中にはニッチュが作曲した「音楽作品」も演奏される。
1968年、ニューヨークで当時ジョナス・メカスが運営していたシネマテーク（アンソロジー・フィルム・アーカイブスの前身）にて「アクション25」を公演。ニッチュは会場中央に一頭のヤギを吊り下げ、肉片を会場中に散乱させた。ニッチュはこれら肉片に赤い塗料（血の象徴）をぶちまけ、流し込み、真っ赤に染まった肉片を参加モデルの男性の股間に押し込んだ。さらに、白いガウンをまとった少女モデルと、逆さ吊りにした男性モデルに、赤い塗料を大量に浴びせかける「血責め」を行った。さらに肉片を損壊させ、会場中に投げつけ、ニッチュ自身も「血まみれ」となった。こうして徹底して他者を攻撃することで、自身の自由を求めるというパフォーマンスであり、「血」に対する人間の嗜好や、「血」を見ずには肉体的自由を達成できない人間の質を証明するものである。
1971年、ニッチュはオーストリア、ウィーン郊外のプリンツェンドルフ城を購入。そこを拠点として、OMシアターを継続的に主宰するようになる。解体された羊や牛など動物の内臓、ブドウなどの果実や磔の十字架といった準宗教的なアイコン、そして音楽やダンスを組み合わせ、城の内外にて多数の参加者が祝祭的パフォーマンスを繰り広げるというものである。そして、その過程で生成されたオブジェや絵画、舞台装置なども作品として発表される。
「アクション」という名称で知られるようになったニッチュのパフォーマンスは、長年の持続によりますます洗練された。1998年、ニッチュはプリンツェンドルフ城にて、OMシアターの100回目公演（「アクション100」、後に「6-Day Play」と命名）を主宰した。ニッチュ自身がこの公演を"自身の最頂点"とみなしている。また、2004年には、省略形バージョン（2日間）も行っている。
ニッチュ自身は、OMシアターは「抑圧感情の発散」としてのカタルシスの理論に基づくものとみなしている。そして、その目的として、アクションを通じての瞑想と、その後に訪れる精神の「神秘的な昇華」を挙げている。このニッチュの理論は芸術を代用宗教として扱うものであり、中世の芸術的伝統を現代にそのまま移植しようとする試みである。

## 評価
ニッチュの「アクション」は集団的なカタルシスを追求することで、現代文明への疑問を呈示するものであり、ギリシャのディオニューソス祭や、キリストの受難劇などを典拠とし、さらにジークムント・フロイトの精神分析論の影響を受けている。キリスト教のシンボル性に基づく黒ミサ、悪魔払いの性質を再現すると同時に、サディズムの視線から人間と動物に同じリアリティが流れていることを確認し、「血の雨」を浴びることで肉体の歓喜を再認識することに一つの目的がある。
隔世遺伝的な宗教や犠牲などの道徳的倫理を風刺、批判する作品との評価を受ける一方、ニュース映像や映画、テレビゲームなどにより固定された現代文化との関係という文脈で語られることが多い。この相関関係は、暴力と文化が交差した多くの事例と絡めても論考された。
1995年頃までには、ニッチュは体制派にも十分受け入れられた。たとえばウィーン国立歌劇場は、マスネーのオペラ「エロディアード」の演出およびコスチュームデザインにニッチュを招聘した。そして現在もニッチュは各種論考や音楽CDを発表し続けている。
1972年、1982年のドクメンタ、1988年のシドニー・ビエンナーレに参加。世界各地でパフォーマンスや個展などを多数開催している。日本では1999年の「アクション：行為がアートになるとき 1949 - 1979」（東京都現代美術館）、2005年の「痕跡―戦後美術における身体と思考」（東京国立近代美術館）、2008年の横浜トリエンナーレなどに、絵画やインスタレーションが出品されている。また、2007年にはオーストリア、ウイーン郊外のミステルバッハ（en:Mistelbach）のミステルバッハミュージアムセンター内（公式サイト）にヘルマン・ニッチュ美術館がオープンした。